# Liste philippinischer Schachspieler
Die Liste philippinischer Schachspieler enthält Schachspieler, die für den Philippinischer Schachverband spielberechtigt sind oder waren und mindestens eine der folgenden Bedingungen erfüllen:
- Träger einer der folgenden FIDE-Titel: Großmeister, Ehren-Großmeister, Internationaler Meister, Großmeisterin der Frauen, Ehren-Großmeisterin der Frauen, Internationale Meisterin der Frauen;
- Träger einer der folgenden ICCF-Titel: Großmeister, Verdienter Internationaler Meister, Internationaler Meister, Großmeisterin der Frauen, Internationale Meisterin der Frauen;
- Gewinn einer nationalen Einzelmeisterschaft.

## A
- Roger Abella (* 1951 oder 1952; † 2013), Meisterspieler
- Rogelio Antonio junior (* 1962), Großmeister

## B
- Rosendo Balinas (1941–1998), Großmeister, philippinischer Meister
- Ronald Bancod, Internationaler Meister
- Oliver Barbosa (* 1986), Großmeister
- Rogelio Barcenilla (* 1972), Großmeister
- Paulo Bersamina (* 1998), Internationaler Meister
- Richard Bitoon (* 1975), Großmeister
- Glenn Bordonada (* 1951), Meisterspieler

## C
- Chardine Cheradee Camacho (* 1994), Internationale Meisterin der Frauen
- Florencio Campomanes (1927–2010), philippinischer Meister
- Arianne Caoili (1986–2020), Internationale Meisterin der Frauen, philippinische Meisterin[1]
- Rodolfo Tan Cardoso (1937–2013), Internationaler Meister
- Omar Cartagena (* 1964), Internationaler Meister[2]
- César Caturla (* 1950), Meisterspieler
- Luis Chiong Zacarias Romero (* 1957), Internationaler Meister[3]
- Ronald Cusi (* 1961), Meisterspieler[4]

## D
- Ronald Dableo (* 1979), Internationaler Meister
- Idelfonso Datu (* 1972), Internationaler Meister
- Ricardo De Guzman (* 1961), Internationaler Meister
- Oliver Dimakiling (* 1980), Internationaler Meister

## F
- Girmie Fontanilla (* 1950), Internationale Meisterin der Frauen
- Janelle Mae Frayna (* 1997), Großmeisterin der Frauen
- Jan Jodilyn Fronda (* 1994), Internationale Meisterin der Frauen

## G
- Bernadette Galas (* 1996), Internationale Meisterin der Frauen
- Jan Emmanuel Garcia (* 1995), Internationaler Meister
- Chito Garma (* 1964), Internationaler Meister
- John Paul Gomez (* 1986), Großmeister
- Jayson Gonzáles (* 1969), Großmeister

## L
- Darwin Laylo (* 1980), Großmeister, philippinischer Meister

## M
- Rafaelito Maninang (* 1950), Internationaler Meister
- Nelson Mariano (* 1974), Großmeister
- Cristine Rose Mariano-Wågman (* 1973), Internationale Meisterin der Frauen[5]
- Rolly Martinez (1970–2014), Internationaler Meister
- Rico Mascariñas (* 1953), Internationaler Meister
- Beverly Mendoza (* 1981), Internationale Meisterin der Frauen
- Marlo Micayabas (* 1963), Internationaler Meister[6]
- Kylen Joy Mordido (* 2002), Internationale Meisterin der Frauen

## N
- Barlo Nadera (* 1965), Internationaler Meister
- Renato Naranja (* 1940), Internationaler Meister
- Roderick Nava (* 1985), Internationaler Meister
- Rolando Nolte (* 1972), Internationaler Meister

## P
- Enrique Paciencia (* 1967), Internationaler Meister[7]
- Mark Paragua (* 1984), Großmeister
- Haridas Pascua (* 1993), Internationaler Meister
- Joel Pimentel, Internationaler Meister

## Q
- Daniel Quizon (* 2004), Internationaler Meister

## R
- Cris Ramayrat (* 1958), Internationaler Meister
- Domingo Ramos (* 1960), Internationaler Meister[8]
- Yves Ranola (* 1972), Internationaler Meister
- Petronio Roca, Internationaler Meister
- Ruben Rodriguez (1946–1995), Internationaler Meister

## S
- Julio Catalino Sadorra (* 1986), Großmeister
- Roland Salvador (* 1982), Großmeister
- Richileu Salcedo III (* 1990), Internationaler Meister
- Marie Antoinette San Diego (* 1999), Internationale Meisterin der Frauen
- Joseph Sánchez (* 1970), Großmeister
- Catherine Secopito (* 1985), Internationale Meisterin der Frauen
- Emmanuel Senador (1960–2022), Internationaler Meister
- Enrico Sevillano (* 1968), Großmeister[9]
- Wesley So (* 1993), Großmeister[10]
- Mikee Charlene Suede (* 1994), Internationale Meisterin der Frauen

## T
- Eugenio Torre (* 1951), Großmeister

## V
- Buenaventura Villamayor (* 1967), Großmeister[11]
- Virgilio Vuelban (* 1972), Internationaler Meister

## Y
- Andronico Yap (1961–1990), Internationaler Meister
- Kim Steven Yap (* 1988), Internationaler Meister
- Angelo Young (* 1963), Internationaler Meister